# Quartier d'affaires
Pour les articles homonymes, voir CBD.

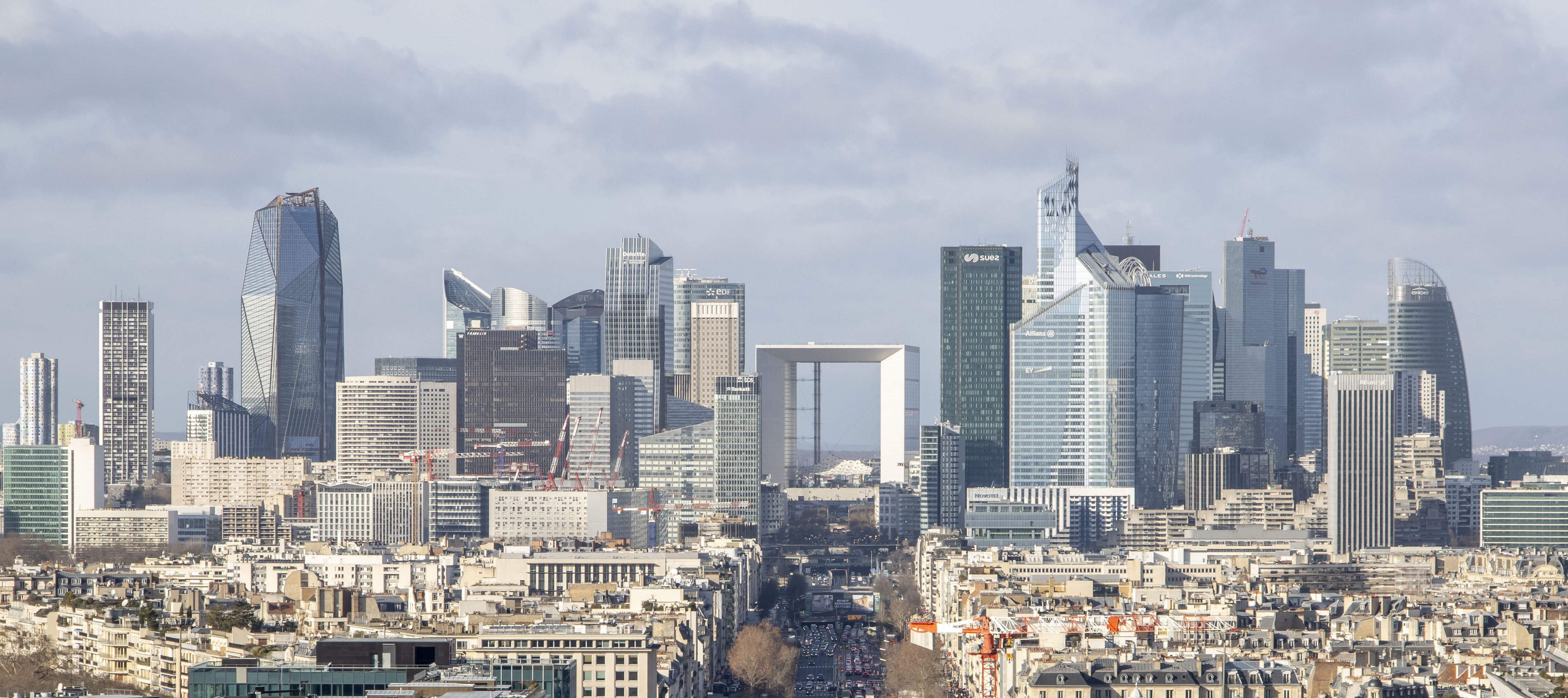
Le quartier d'affaires de La Défense près de Paris, en France.

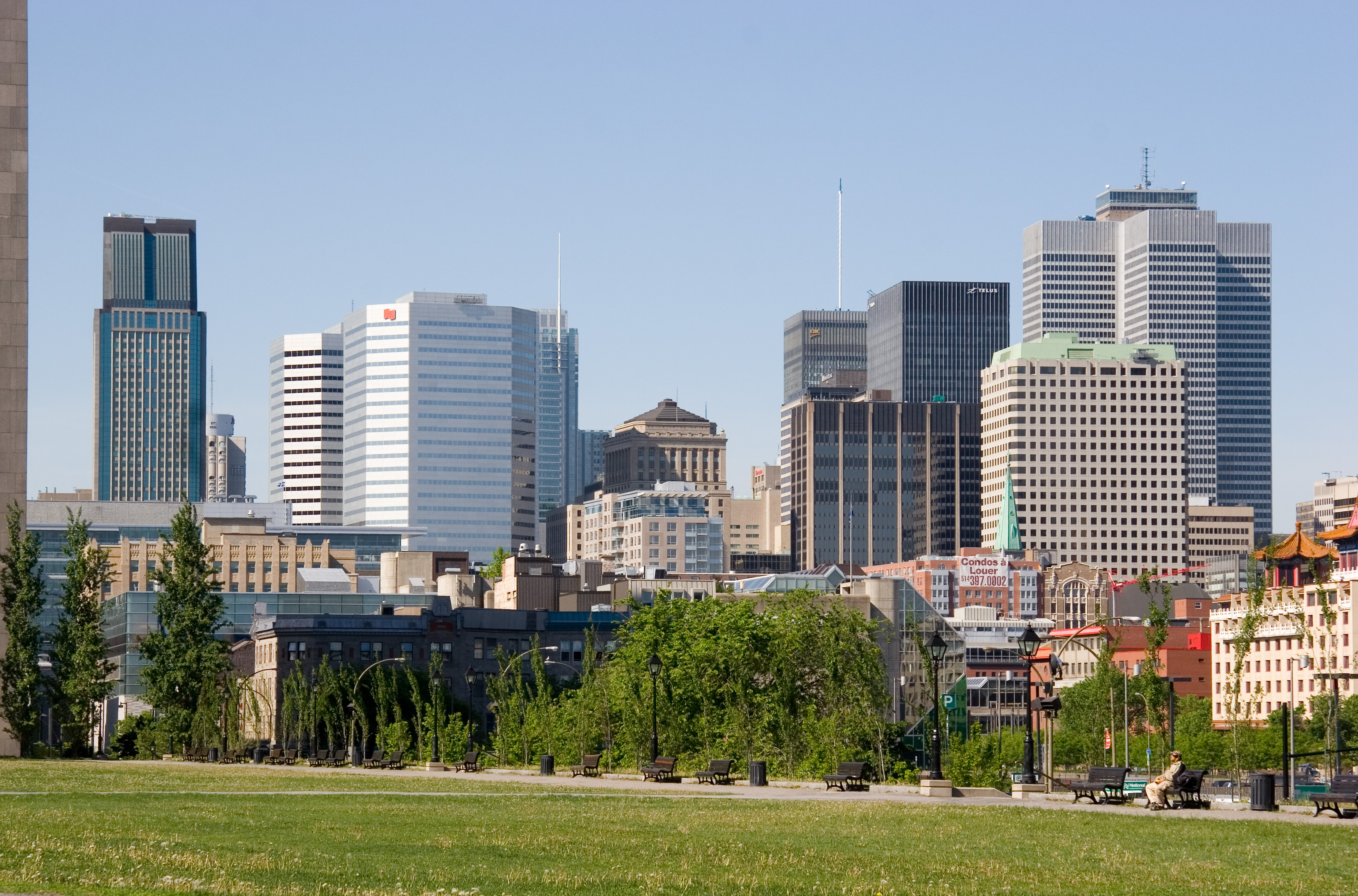
Quartier d'affaires de Montréal, au Québec.

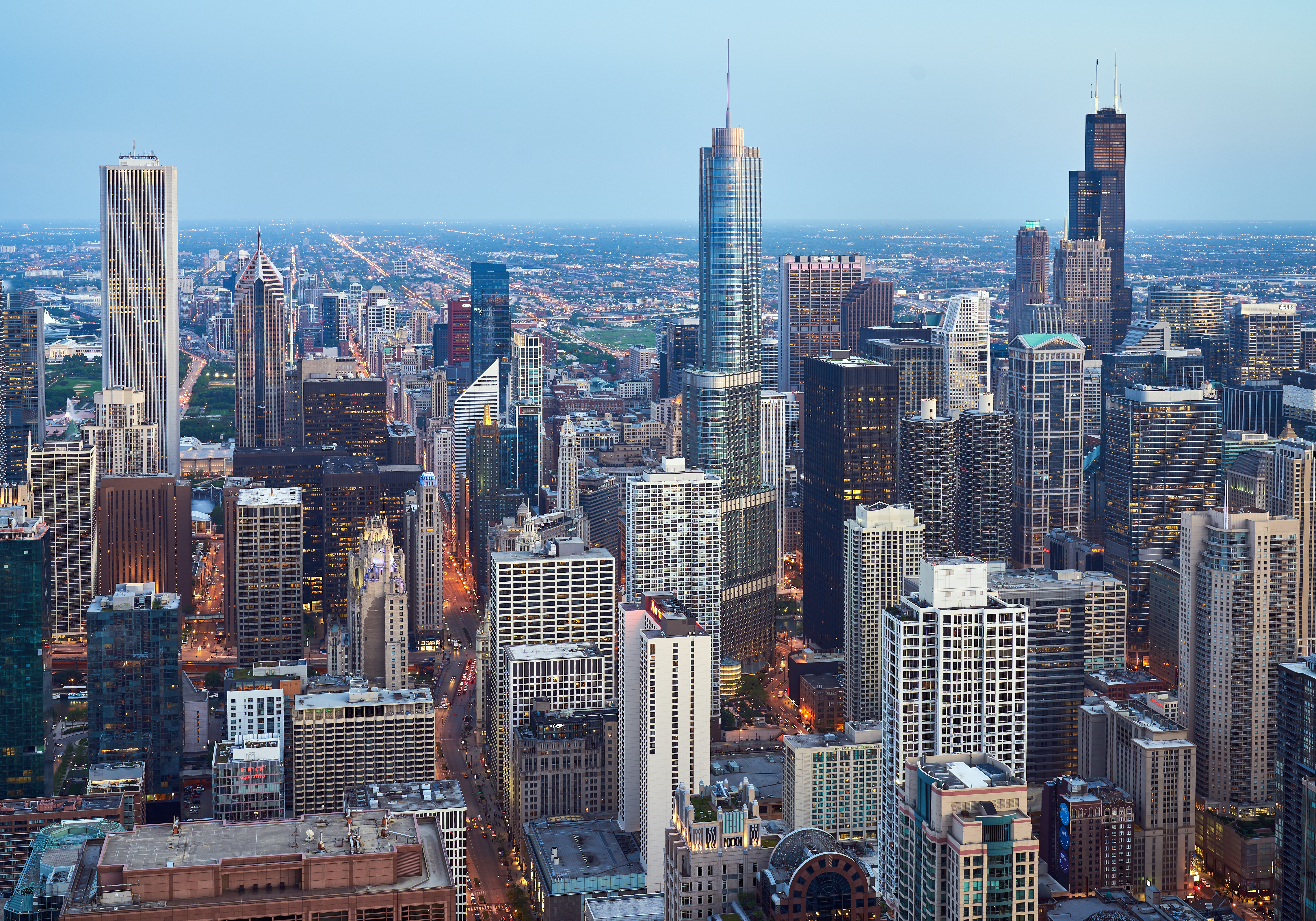
Le quartier d'affaires de Chicago, aux États-Unis.

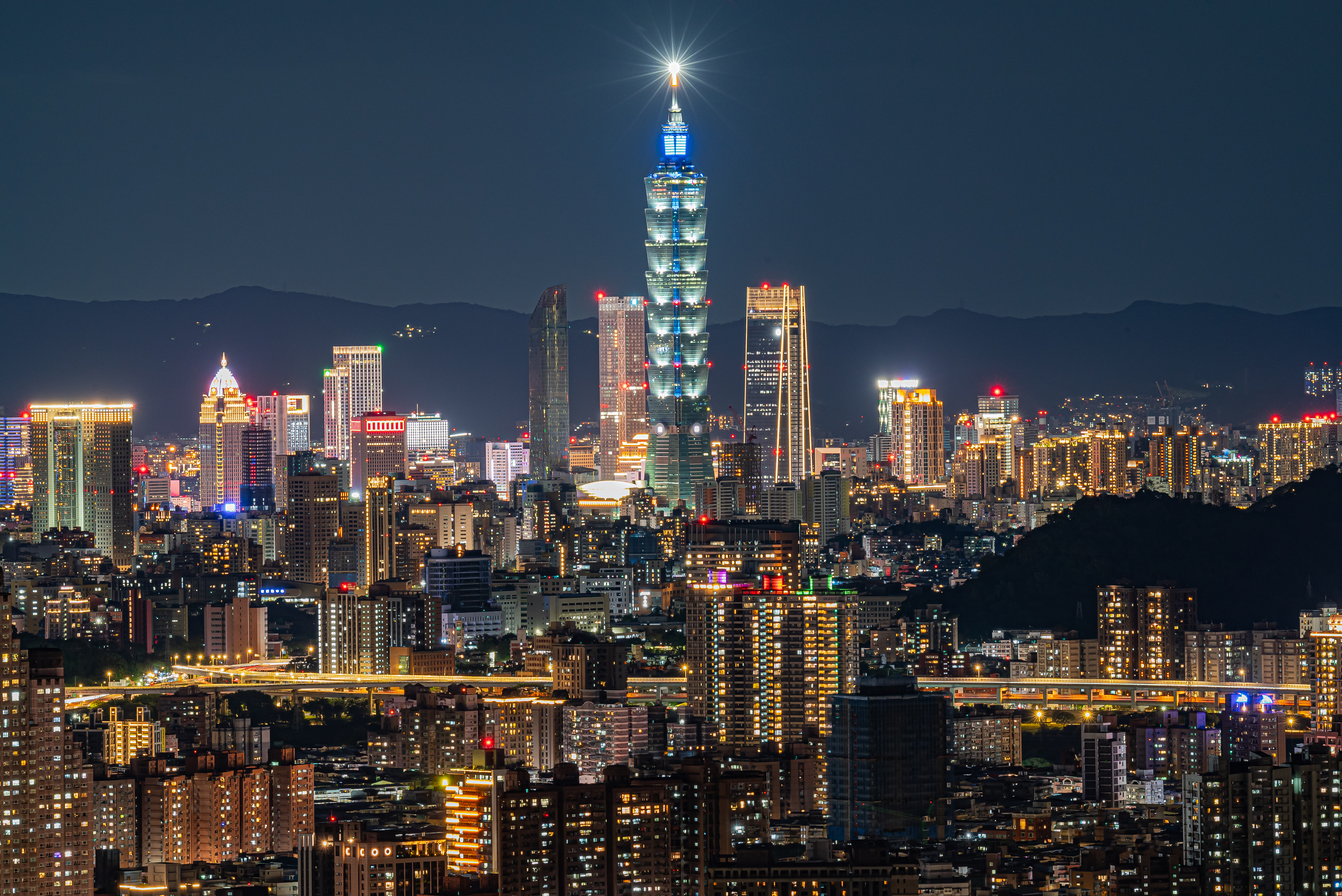
Le quartier d'affaires de Taipei, à Taïwan.

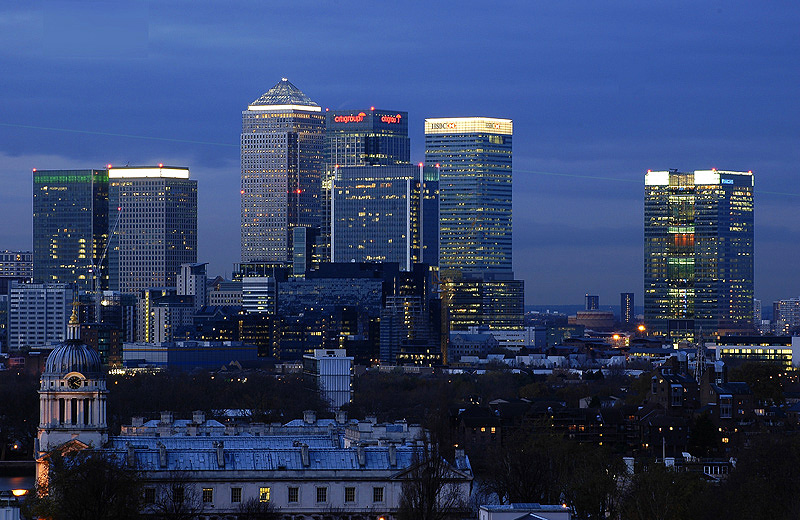
Canary Wharf, l'un des deux principaux quartiers d'affaires de Londres, au Royaume-Uni.

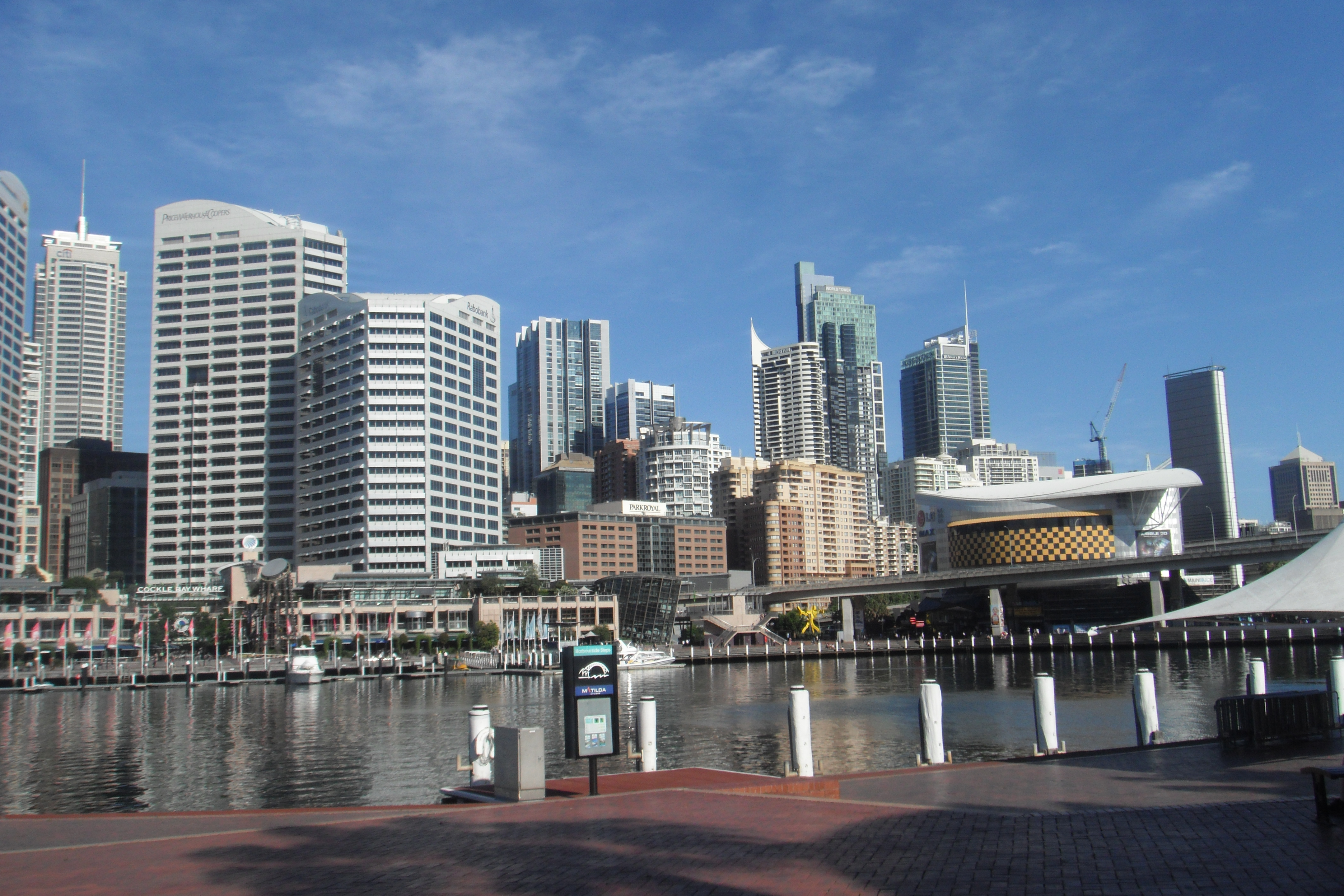
Le quartier d'affaires de Sydney, en Australie.

Le quartier d'affaires de Lujiazui, à Shanghai, en Chine.

Un quartier d'affaires est un pôle, commercial ou financier, et souvent géographique d'une ville. En Amérique du Nord, où se trouvent quelques-uns des plus anciens de ces quartiers, le terme le plus couramment employé est Central Business District (CBD) ; on parle également de « Downtown » ou de centre-ville.
Ces quartiers sont souvent constitués de grands immeubles de bureaux, et caractérisés par des flux pendulaires. Ils sont par ailleurs fort consommateurs d'énergie (climatisation/chauffage, éclairage, serveurs et ordinateurs).

## Caractéristiques et éléments de définition
Les caractéristiques suivantes sont typiques (mais pas toujours présentes) de la plupart des quartiers d'affaires, ou des centres-villes :
- grands bâtiments publics comme les bibliothèques, les églises, les gares et les mairies ;
- grands magasins / centres commerciaux ;
- services sociaux tels que les salles de cinéma et théâtres ;
- grands hôtels ;
- bureaux, sièges sociaux, locaux professionnels ;
- bâtiments de grandes hauteurs, gratte-ciel ;
- centre géographique de la ville, surtout aux États-Unis ;
- infrastructures de transports publics, avec un grand nombre de passagers ;
- forte densité du trafic.

En France, un projet de norme AFNOR P 14-010-1 (1re d'une série de trois normes) sur l'« Aménagement durable des Quartiers d’affaires », soumise à enquête publique, de mai 2012 à fin juillet 2012 pour tous les acteurs concernés, aménageurs, collectivités locales, investisseurs, constructeurs, promoteurs bailleurs et entreprises ; elle contient des principes de gestion des Quartiers d'affaires et des éléments de méthode pour les mettre en œuvre, les évaluer et les améliorer.
En 2012, l'AFNOR propose de retenir comme critères de définition les éléments suivants :
- part des bâtiments de bureaux (en superficie) dépassant 50 % de l'ensemble du cadre bâti ;
- emprise au sol des immeubles de bureaux dépassant 50 % de l'aire du quartier ; 
et dépassant 200 000 m2 (en Surface de plancher)[1] ;
- « présence ou programmation d'équipements ou de services d'affaires concourant aux fonctions de décision, d'innovation ou d'échange tels que : hôtellerie et restauration d'affaires, centres d'affaires affiliés à un réseau, centres de réunion ou de congrès, immeubles à thèmes fédérant une offre de services, réseaux d'information et de communication de très haut débit »[1] ;
- part de salariés supérieure à celle des autres catégories de parties intéressées (« tels que les habitants, visiteurs ou acheteurs, fréquentant le Quartier d'Affaires »)[1].

## Importants quartiers d'affaires

### Allemagne
En Allemagne, les termes Innenstadt et Stadtmitte peuvent être utilisés pour décrire le quartier central des affaires. Ces deux termes signifient « ville intérieure » et « centre-ville ». Certaines des plus grandes villes ont plusieurs quartiers d'affaires, comme à Berlin où il y en a trois.
En raison de l'histoire de la division de Berlin pendant la Guerre froide, la ville contient un quartier central des affaires à la fois dans l'Ouest (Kurfürstendamm) et dans l'Est (Alexanderplatz), ainsi qu'un centre d'affaires nouvellement construit près de la Potsdamer Platz. Près l'emplacement du palais du Reichstag, ainsi que la porte de Brandebourg et la plupart des ministères fédéraux a été largement abandonnée quand le mur de Berlin divisait la ville. Ce n'est qu'après la réunification avec la construction de nombreux centres commerciaux, de ministères, d'ambassades, d'immeubles de bureaux et lieux de divertissement, qu'a été relancée la région. 
À Francfort-sur-le-Main, il existe un quartier d'affaires dans le centre géographique de la ville, appelé Bankenviertel (quartier d'affaires de Francfort).

### Australie
- Centre d'affaires de Sydney (Sydney)
- Centre-ville de Melbourne (en) (Melbourne)
- Centre d'affaires de Brisbane (Brisbane)

### Brésil
- Centre-ville de São Paulo
- Avenue Paulista (São Paulo)
- Vila Olímpia (São Paulo)
- Brooklin Novo (São Paulo)
- Alphaville (Barueri, São Paulo)
- Centre-ville de Rio de Janeiro
- Axe monumental de Brasilia

### Canada
- Centre-ville, Toronto
- Centre-ville, Montréal
- Downtown, Vancouver

### Chine
- Guomao (Chaoyang, Pékin)
- Financial street, Jinrongjie (Xicheng, Pékin)
- Lujiazui (Pudong, Shanghai)
- Zhujiang New Town (Tianhe, Canton)
- Futian (Shenzhen)
- Central (Hong Kong)

### États-Unis
- Midtown (Manhattan, New York)
- Financial District ou Lower Manhattan (Manhattan, New York)
- Downtown Chicago (Chicago)
- Downtown Miami (Miami)
- Downtown Los Angeles (Los Angeles)
- New Orleans Central Business District (New Orleans)
- Financial District (Houston), si on réunit les cinq centres d'affaires étendus sur la ville.
- Financial District (Boston)
- Financial District (San Francisco)

### France

#### Quartiers à dimension internationale
- Quartier central des affaires de Paris
- La Défense, Puteaux, Courbevoie, Nanterre et La Garenne-Colombes
- La Part-Dieu, Lyon
- Cergy-Grand Centre, Cergy

#### Quartiers à dimension européenne
- Espace Européen de l'Entreprise, Strasbourg
- Euratlantique, Bordeaux
- Euralille, Lille
- Euroméditerranée, Marseille
- Mériadeck Centre Ville, Bordeaux
- Val de Seine, Issy-les-Moulineaux et Boulogne-Billancourt
- Le Wacken, Strasbourg

#### Quartiers à dimension nationale ou locale
- Arénas, Nice
- Châteaucreux, Saint-Étienne
- La Plaine Saint-Denis, Seine-Saint-Denis
- Euronantes, Nantes
- EuroRennes, Rennes
- Europole, Grenoble
- Gare +, Angers
- Méridia, Nice
- Novaxis, Le Mans
- Rives de l'Orne, Caen
- Saint-Sever, Rouen
- Temis, Besançon
- Euro-Sud-Ouest, Toulouse
- L'Européen Parc, Compiègne
- Amphithéâtre, Metz
- Clairmarais, Reims
- Quartier Gare-Thiers, Nancy
- Cambacérès, Montpellier

### Italie
- Porta Nuova, Milan
- CityLife, Milan

- Centro direzionale, Naples
- EUR, Rome
- Brescia Due, Brescia
- San Benigno, Gênes

### Nouvelle-Zélande
- Auckland central business district (Auckland)
- Wellington central business district de la capitale Wellington dans le sud de l'Île du Sud de la Nouvelle-Zélande

### Royaume-Uni
- Cité de Londres
- Canary Wharf
- The Shard

### Russie
- Moskva-City

### Taïwan
- Taipei
- Kaohsiung
- Taichung